# Indaparapeo
Indaparapeo es una localidad ubicada al norte del estado de Michoacán, cabecera del municipio homónimo.
Las principales actividades económicas son la agricultura, la ganadería y el comercio.

## Toponimia
El nombre «Indaparapeo» significa ‘lugar de victoria’ en idioma purépecha, posiblemente en relación con la victoria de los purépechas sobre los aztecas, en épocas prehispánicas.

## Historia
Durante la época prehispánica, en Indaparapeo hubo asentamientos matlatzincas, que eran aliados de los purépechas.
Después de consumada la conquista del Imperio purépecha, Indaparapeo fue convertido en República de Indios. En el año de 1550, el obispo Vasco de Quiroga, después de organizar a la población edificó la parroquia.
En el período de lucha por la Independencia Indaparapeo fue testigo y escenario de dos hechos importantes para la historia de Michoacán; el primero, ocurrió antes del 15 de octubre de 1810, al frente del ejército insurgente, marchaba sobre la ciudad de Valladolid y se encontró en este lugar con la comisión Vallisoletana, integrada por personal notable, como el canónigo Betancourt, el capitán José María Arancivia y el regidor Isidro Huarte, los que fueron al encuentro de los insurgentes para entregarles de manera pacífica la ciudad. El segundo, ocurrió el 18 de octubre de 1810, cuando se despidieron los señores Miguel Hidalgo y José María Morelos, y los moradores suponen, que fue en Indaparapeo y no en Charo, donde Hidalgo nombró a Morelos Jefe del Ejército del Sur.
Indaparapeo fue elevado a la categoría de municipio por la Ley Territorial del 10 de diciembre de 1831, siendo la localidad su cabecera. En un principio, se caracterizó por ser una de las municipalidades más grandes en extensión territorial y con mayores recursos naturales, característica que perdió, primero con el decreto de la Ley Territorial de 1921, que estableció la separación de su región norte (Valles de Queréndaro); y por la ley promulgada en 1936, que autorizó la segregación de sus tierras tropicales, la creación del municipio de Tzitzio. El hecho de perder estas dos regiones, tuvo consecuencias funestas para la cabecera de Indaparapeo, al ocasionar la decadencia del municipio.

## Demografía
Cuenta con 7228 habitantes, lo que representa un incremento promedio de 0.64 % anual en el período 2010-2020 sobre la base de los 6791 habitantes registrados en el censo anterior. Ocupa una superficie de 3.461 km², lo que determina al año 2020 una densidad de 2089 hab/km².
| Gráfica de evolución demográfica de Indaparapeo entre 2000 y 2020 |
|                                                                   |
| Fuente: Instituto Nacional de Estadística Geografía e Informática |

En el año 2010 estaba clasificada como una localidad de grado medio de vulnerabilidad social.
La población de Indaparapeo está mayoritariamente alfabetizada (4.21% de personas analfabetas al año 2020), con un grado de escolarización en torno de los 8 años. Solo el 0.11 % de la población se reconoce como indígena.